# Download

Download-Symbol

Download [ˈdaun.ləʊd] (engl. für Herunterladen) ist in der Telekommunikation und in Rechnernetzwerken der Anglizismus für einen Arbeitsprozess, bei dem ein Datenfluss von einem Netzbetreiber oder dem Internet zum Endgerät eines Nutzers stattfindet. Der Gegensatz ist Upload.

## Allgemeines
Beim Download ist die Richtung des Datenflusses einer Kommunikationsverbindung vom Anbieter oder Internet (englisch head-end) zum Nutzer (englisch front-end). Download ist im Sender-Empfänger-Modell der Empfang von digitalen Daten eines Absenders. Im Gegensatz etwa zum Aufrufen einer Webseite oder dem Streamen eines Videos ist das Ziel und Ergebnis eines Downloads die dauerhafte Speicherung der dabei heruntergeladenen Daten, meist einer einzelnen Datei, auf dem Gerät des Nutzers.

## Begriffsumfang
Der Begriff Download wird oft allgemein dahingehend interpretiert, dass empfangene Daten dauerhaft gespeichert werden oder zumindest nur vorübergehend gespeichert werden sollen.
Im Gegensatz dazu wird der Begriff Download jedoch aus dem verwandten Datenübertragungsverfahren des Streaming entnommen, was hierbei bedeutet, dass empfangene Daten sofort verwendet werden können, während die Übertragung noch nicht abgeschlossen ist. Würde nun die allgemeine Definition des Begriffes Herunterladen zutreffen, würde das bedeuten, dass die Daten nur nutzbar sind, wenn sie in ihrer Gesamtheit empfangen wurden. In diesem Zusammenhang bedeutet Download spezifisch „empfangen und speichern“ statt einfach nur „empfangen“.

## Technische Aspekte
In der Telekommunikation gibt es einen Absender und mindestens einen Empfänger. Im Regelfall ist zwischen beiden eine bidirektionale oder – bei mehreren Nutzern – eine multidirektionale Kommunikation möglich, die durch Datenübertragung erfolgt. Lediglich bei Simplex ist die Übertragung in nur eine Richtung möglich (Rundfunk, Fernsehen, Audioverstärker zum Lautsprecher). Auch dem Download liegt eine Datenübertragung zugrunde.
Bei einer Internet-Anwendung beispielsweise ist der Download der Datenfluss vom Internetdienstanbieter in Richtung Internet-Nutzer. Dabei ist die Downstream-Bitrate entscheidend für die Downloadgeschwindigkeit. Bei asymmetrischen DSL-Anschlüssen liegt die Downstream-Bitrate deutlich über der Upstream-Bitrate.
Seit der weiten Verbreitung schneller Internet-Anschlüsse spielen Downloads eine zunehmend wichtige Rolle beim kommerziellen Vertrieb und dem privaten Austausch von digitalen Gütern wie Software, Musik, Filmen und E-Books. Zudem haben Downloads bei vielen Arten von Dokumenten die früher übliche Verbreitung in Papierform weitgehend verdrängt, zum Beispiel bei technischen Dokumentationen, Industriestandards und Normen, Produktkatalogen, wissenschaftlichen Studien und umfangreicheren Bedienungsanleitungen.

## Grundprinzipien

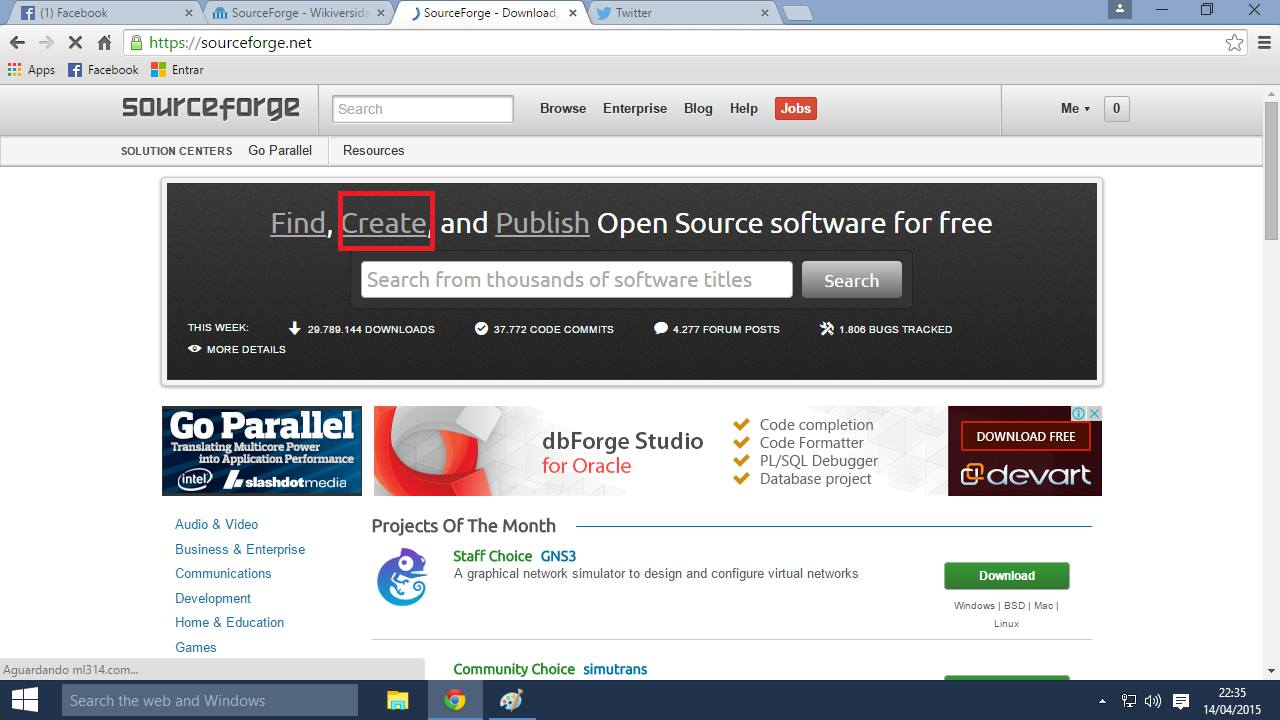
Beispiel einer Webseite (hier SourceForge) mit typischen Download-Schaltflächen (grün, rechtsseitig), nach deren Anklicken die jeweils hinterlegte, daneben beschriebene Datei auf den eigenen Rechner heruntergeladen wird. Hier sind es frei erhältliche Anwendungsprogramme für PCs.

Das Grundprinzip des Downloads besteht darin, eine oder mehrere Dateien, die von einem Dienstleister zum (kostenlosen oder kostenpflichtigen) Download angeboten bzw. bereitgestellt werden, aktiv anzufordern und diese daraufhin auf dem eigenen Gerät zu empfangen und zu speichern. Das eigene Gerät, welches die Daten empfängt, ist dabei häufig ein Personal Computer, Smartphone oder Tabletcomputer.
Hingegen besteht das Grundprinzip des Uploads darin, dass der Bereitsteller eine oder mehrere Dateien vom eigenen Gerät aktiv zu einer Gegenstelle sendet („hochlädt“), die die Dateien empfängt. Häufig ist die empfangende Gegenstelle ein Server bzw. Host.

## Anwendung

Typisches Beispiel einer Download-Schaltfläche zum Anklicken auf einer Webseite.

### Übertragungsprotokolle
Das seit 1985 bestehende Dateiübertragungsprotokoll FTP dient als Internetprotokoll (IP) für das Herunterladen und Hochladen von Dateien sowie einer Reihe von speziellen Anwendungen. Wenn allerdings Daten von einer Webseite im World Wide Web heruntergeladen werden, wird das FTP unterbrochen, um den gewünschten Speicherort durch den Benutzer zu erfragen. Nach der Bestätigung des Speicherortes wird die Übertragung fortgesetzt.
Das Kommunikationsprotokoll HTTPS ist ein sicheres Hypertext-Übertragungsprotokoll und wird zur Verschlüsselung und zur Authentifizierung der heruntergeladenen bzw. hochgeladenen Daten zwischen dem Server und dem Client verwendet. Die Authentifizierung dient dazu, dass sich jede Seite der Identität des Verbindungspartners vergewissern kann und es erfolgt eine sichere Datenübertragung.

### Verifikation
Die Überprüfung der Integrität der heruntergeladenen Datei kann über Hash-Werte (Streuwertfunktionswerte) erfolgen. Vom Anbieter eines Downloads werden Prüfsummen nach dem 1991 entwickelten Message-Digest Algorithm 5 (MD5) erstellt, die beispielsweise als separate Dateien bereitgestellt werden. Nach erfolgter Übertragung wird die fehlerfreie Übertragung verifiziert, indem der Empfänger aus der übertragenen Datei mit einem speziellen Programm die MD5-Prüfsumme erstellt und diese mit der des Anbieters vergleicht. Stimmen beide Summen überein, ist die Datenübertragung mit extrem hoher Wahrscheinlichkeit vollständig erfolgt. Die heruntergeladene Datei kann jedoch trotzdem fehlerhaft oder mit Malware (Schadprogramm) und Computerviren infiziert sein, da die MD5-Funktion inzwischen nicht mehr als sicher gilt, da es mit überschaubarem Aufwand möglich ist, unterschiedliche Nachrichten zu erzeugen, die den gleichen MD5-Hashwert aufweisen (Kollisionsangriff).

## Datenrate
Ein Download ist stets abhängig von der zur Verfügung stehenden Datenübertragungsrate zwischen Server und Client. Diese hat einerseits ein absolutes Limit bei den physikalischen Grenzen des jeweiligen Übertragungskanals (Kanalkapazität) beziehungsweise bei den Spezifikationen der jeweiligen Geräte. Andererseits ist es bei der Verwendung des Internets jedoch relevanter, dass der oder die Internetprovider zwischen Client und Server in den meisten Fällen die Datenübertragungsrate bewusst drosseln, um eine gleichbleibende Behandlung der Kunden zu gewährleisten.